# Zireiner See
Zireiner See är en sjö i Österrike.   Den ligger i förbundslandet Tyrolen, i den västra delen av landet, 400 km väster om huvudstaden Wien. Zireiner See ligger 1 799 meter över havet. Den högsta punkten i närheten är Rofanspitze, 2 259 meter över havet, 2,0 km sydväst om Zireiner See.
I omgivningarna runt Zireiner See växer i huvudsak gräsmarker och skog. Runt Zireiner See är det ganska tätbefolkat, med 100 invånare per kvadratkilometer.